# Rio Corlo
Il rio Corlo è un piccolo corso d'acqua che prende origine nelle colline a sud di Fiorano Modenese in Emilia-Romagna, nella zona Casa Riola, indi scende verso la pianura scorrendo vicino al Santuario di Fiorano. Percorre qualche chilometro fra le due strade Ghiarola Nuova e Ghiarola Vecchia per poi confluire nel canale Fossa di Spezzano che ne convoglia le acque nel vicino fiume Secchia.

## Storia
Prima della creazione del canale Fossa (verso la metà del XV secolo) il rio Corlo scorreva nella pianura fino a gettarsi nel  Secchia ad ovest di Modena, ma il suo percorso non è stato stabilito con certezza dagli storici. Secondo Girolamo Tiraboschi attraversava l'attuale frazione di Corlo e poi scorreva verso il fiume Secchia accanto all'attuale via Corletto. Secondo studi successivi invece l'antico letto del rio Corlo a partire dalla Fossa coinciderebbe con l'attuale canale di Corlo (detto anche Maestro). In effetti questo canale scavato artificialmente mostra in vari luoghi una forma sinuosa che probabilmente ricalca un antico letto fluviale.
Lungo al rio Corlo vi sono importanti siti archeologici: a Fiorano, adiacente alla via Ghiarola Vecchia, il sito delle antiche Cave Carani nel quale l'archeologo Fernando Malavolti studiò nel 1938 i resti di un insediamento preistorico neolitico posto su di un terrazzo alluvionale nei pressi del rio. Dallo studio dei resti dell'abitato e delle sepolture, Malavolti ricavò i dati che gli permisero di identificare le caratteristiche di quella che chiamò la Cultura di Fiorano.
Sempre accanto al rio Corlo, se si accetta l'ipotesi del suo utilizzo per il tracciato del Canale omonimo, era situata anche la terramara di Casinalbo. L'antica terramara infatti era circondata da questo canale, che oggi lambisce la chiesa parrocchiale sorta sul cumolo dei sedimenti del sito neolitico. Nel territorio adiacente alla terramara è stata scoperta e studiata dall'archelogo Andrea Cardarelli una delle più grandi necropoli dell'età del bronzo in Italia, la necropoli di Casinalbo.
Una parte del corso del rio Corlo nella zona industriale di Fiorano è stata tombata, suscitando le proteste delle associazioni di protezione del patrimonio culturale.